# Arseenzuur
Arseenzuur is een zwak triprotisch zuur van het toxische element arseen, met als brutoformule H3AsO4. De stof komt voor als witte hygroscopische kristallen (in zogenaamde hemihydrate toestand), die zeer goed oplosbaar zijn in water. Zowel qua structuur als eigenschappen is het sterk verwant met fosforzuur. De zouten van arseenzuur worden arsenaten genoemd.

## Ionisatie-evenwichten
Arseenzuur kan zijn protonen afsplitsen in 3 evenwichtsreacties:
{\displaystyle \mathrm {H_{3}AsO_{4}\ \rightleftharpoons H_{2}AsO_{4}^{-}\ +\ H^{+}} } (pKa,1 = 2,19)
{\displaystyle \mathrm {H_{2}AsO_{4}^{-}\ \rightleftharpoons HAsO_{4}^{2-}\ +\ H^{+}} } (pKa,2 = 6,94)
{\displaystyle \mathrm {HAsO_{4}^{2-}\ \rightleftharpoons AsO_{4}^{3-}\ +\ H^{+}} } (pKa,3 = 11,5)
Bij deze laatste ionisatie wordt het zeer basische arsenaat-ion gevormd.

## Synthese
Arseenzuur kan bereid worden door arseen(III)oxide te laten reageren met geconcentreerd salpeterzuur of uit een reactie van arseen(V)oxide met water:
{\displaystyle \mathrm {As_{2}O_{5}+3\ H_{2}O\ \rightleftharpoons 2\ H_{3}AsO_{4}} }

## Toepassingen
Door de toxiciteit van de verbinding zijn de toepassingen van arseenzuur beperkt. Het wordt in kleine hoeveelheden als houtconserveringsmiddel gebruikt, samen in oplossing met koper(II)oxide, chroom(VI)oxide en nikkel(II)sulfaat. Er wordt zo een complex mengsel van koperchromaten en arsenaten gevormd. Chroom dient hierbij als fixeermiddel, zodat de toxische elementen koper en arseen, die de groei van schadelijke organismen op het hout moeten verhinderen, permanent op de lignine van het hout gehecht blijven. Het te behandelen hout wordt in een vat onder druk in een oplossing van het conserveermiddel geplaatst gedurende één uur of meer. Tijdens de behandeling wordt het hexavalent chroom gereduceerd tot driewaardig chroom en wordt er chroom(III)arsenaat gevormd.
Vanwege het mogelijke risico heeft de Europese Commissie in 2004 het gebruik van arseen in nieuw verduurzaamd hout voor consumenten verboden.